# Protonebulosa planetária

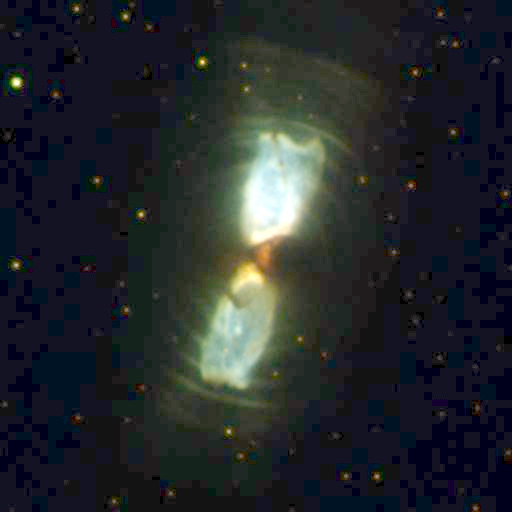
Imagem obtida com o Telescópio Espacial Hubble da Nebulosa Algodão-doce (IRAS 17150-3224), protonebulosa planetária na constelação de Scorpius.

Uma protonebulosa planetária ou nebulosa protoplanetária  é um objeto astronômico que existe durante um curto episódio da evolução estelar compreendido entre a fase tardia do ramo gigante assimptótico (RAG) e a seguinte fase de nebulosa planetária. As protonebulosas planetárias são nebulosas de reflexão que emitem uma importante quantidade de radiação infravermelha. É a penúltima fase luminosa na vida de uma estrela de massa compreendida entre 1 e 8 massas solares (MSol).

## Nome
O nome de protonebulosa planetária é equívoco pela possível confusão com o mesmo termo empregue às vezes ao falar de discos protoplanetários, dois conceitos diferentes sem relação alguma. O termo protonebulosa planetária provém do termo nebulosa planetária, cunhado pelos antigos astrônomos quando encontraram que o aspecto de uma nebulosa planetária era similar ao de gigantes gasosos como Neptuno e Urano.

## Evolução

### Fase inicial
Durante a fase tardia do ramo gigante assimptótico, quando a perda de massa reduz a massa d o invólucro de hidrogênio a 10−2 MSol para uma massa  do núcleo de 0,60 MSol, a estrela começa a evoluir para a zona azul do diagrama de Hertzsprung-Russell. Quando o invólucro de hidrogênio diminuiu até aproximadamente 10−3 MSol, esta ficou tão desbaratada que se acredita que não é possível que continue a perda de massa em grande escala. Neste ponto, a temperatura efetiva da estrela é de cerca de 5000 K, e define o começo da fase de protonebulosa planetária.

### Fase de protonebulosa planetária

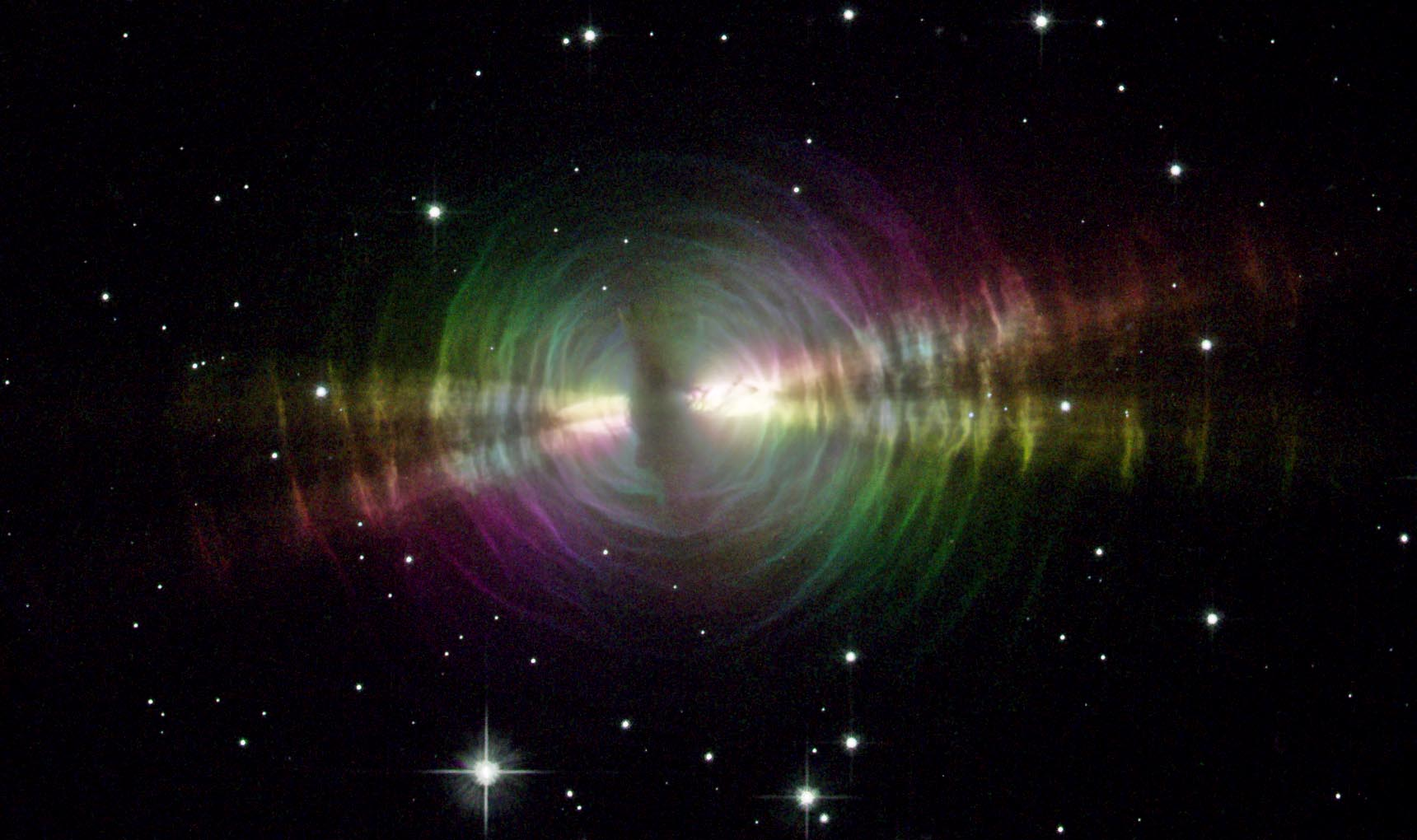
Nebulosa do Ovo, protonebulosa planetária na constelação de Cygnus.

Durante a fase de protonebulosa planetária a temperatura da estrela central continua aumentando como resultado da perda de massa do invólucro e como consequência da fusão nuclear da camada de hidrogênio. Nesta fase, a estrela central é ainda fria demais para ionizar a envoltura circum-estelar expulsa durante a fase anterior, que se move devagar. Dois exemplos de estrelas que estão nesta fase são 89 Herculis e talvez HD 179821. Contudo, parece que a estrela central gera intensos ventos estelares colimados que dão forma a este invólucro. Em última instância, a fase de PPN é a que dá forma à nebulosa planetária subsequente. Durante a separação da envoltura da RAG —ou pouco depois da mesma—, a forma deste invólucro muda de uma forma simétrica aproximadamente esférica para uma forma com simetria axial. As morfologias resultantes são nebulosas bipolares, jatos de gás e ondas de proa do tipo Herbig Haro.

### Fase final
A fase final de protonebulosa planetária prossegue até a estrela central atingir cerca de 30 000 K, momento no qual o seu espectro pode lembrar o de uma estrela Wolf-Rayet, e começa a produzir suficiente radiação ultravioleta como para ionizar a nebulosa circum-estelar (os gases expulsos), transformando-se numa classe de nebulosa de emissão que recebe o nome de nebulosa planetária. Esta transição deve ocorrer em menos de 10 mil anos, senão a densidade da envoltura circum-estelar descenderá por baixo do limiar que permite a formação da nebulosa planetária.